# Det som en gång var
Det som en gång var är en debattbok från 2016 av den svenska författaren Helena Granström med fotografier av Marcus Elmerstad. Boken handlar om människans plats i naturen och hur teknologi hotar eller redan har inverkat negativt på människans livsmiljö. Invävt med den essäistiska texten finns en skönlitterär skildring av en kvinna på fjällvandring.

## Mottagande
Isabelle Ståhl skrev i Svenska Dagbladet:
Även i 1900-talets civilisationskritik fanns idén om naturen, och särskilt skogen, som en mystisk zon utanför den historiska tiden, dit det industrialiserade samhällets andliga förfall inte når. Det gäller inte minst tysk litteratur, som Botho Strauss roman Der junge Mann (1987) och Ernst Jüngers Eumeswil (1971). ... Helena Granströms teknikkritik ligger också nära filosofen Martin Heidegger, som under 1920- och 30-talen sörjde människans förlorade närvaro i en värld hon distanserat sig från genom tekniken.
Ståhl kritiserade författaren för att bortse från skönhet, positiv anonymitet och uppriktighet som kan uppstå i städer och genom teknologi, men beskrev sammantaget Granströms bok som "beundransvärd":
"Hon sätter ord på en urban vantrivsel som jag tror att många kan känna igen sig i, och en känsla av att det måste finnas ett annat liv, ett bättre, rikare, mer närvarande sådant än det vi har i staden. ... Överlag är Granströms text driven, fängslande och lärd, om än bitvis tyngd av ett språk överlastat med bisatser och akademiska referenser. De intellektuella resonemangen står i intressant kontrast till den laddade skildringen av fjällvandringen, en tät, suggestiv och extremt sorgsen berättelse, som emellertid hade kunnat göras mer av.